# Daniel Dubois (homme politique)
Pour les articles homonymes, voir Daniel Dubois.
Daniel Dubois est une personnalité politique française membre de l'UDI, né le 5 février 1952 à Oneux. Il est membre du parti Les Centristes et vice-président du groupe Union Centriste au Sénat. 

## Biographie
Il est élu conseiller municipal puis maire d’Oneux en 1989. Il est élu sénateur de la Somme le 26 septembre 2004. Il est membre du groupe Union centriste.
Il est conseiller général du canton d'Ailly-le-Haut-Clocher depuis 1998, suppléant depuis le 2 avril 2015 (le canton d'Ailly-le-Haut-Clocher n'existant plus).
et président de la Communauté de communes du Haut Clocher de 1995 à 2017.

## Distinctions
- Chevalier de l'ordre national du Mérite.

## Anciens mandats
- Président du Conseil général de la Somme de 2004 à 2008[4],[2]
- Maire d'Oneux de 1989 à 2004.
- Sénateur de la Somme de 2004 à 2020.